# Bill Susman
William Susman, más conocido como Bill Susman (New Haven, 1915 - Sarasota, 21 de febrero de 2003) fue un productor de cine y activista estadounidense.
También fue combatiente en las Brigadas Internacionales durante la guerra civil española, en la Segunda Guerra Mundial, y activista contra la dictadura pinochetista en Chile, la militar en Argentina y la contra nicaragüense.

## Biografía
Hijo de un sastre, Susman trabajó durante muchos años de su juventud como marino mercante. En 1937 se incorporó a las Brigadas Internacionales dentro del batallón Abraham Lincoln en defensa de la legalidad republicana en la guerra en España. Herido en combate regresó a su país donde impartió charlas en favor de la República española. En la Segunda Guerra Mundial combatió en Europa y el Pacífico. A su regreso a Estados Unidos él comenzó a trabajar en MPO Videotronics como productor, donde llegó a ser vicepresidente, a pesar de encontrarse en las listas negras del macartismo. En su carrera como cineasta centró su producción, sobre todo, en documentales de contenido político relacionados con Latinoamérica y Estados Unidos.
Su activismo antifascista le llevó a crear el Comité de Emergencia para la Defensa de los Cineastas Latinoamericanos con el golpe de Estado en Chile de 1973 que derrocó a Salvador Allende a manos del general Pinochet, difundiendo públicamnte los nombres de los cineastas desaparecidos en la dictadura, lo que permitió salvar a muchos de ellos. La misma estrategia siguió con la dictadura argentina en 1976. En 1978 recaudó fondos para adquirir ambulancias y otro material en favor del gobierno sandinista en Nicaragua ante los contras financiados por el gobierno estadounidense de la mano de Ronald Reagan.
En 1978 fundó la ONG, Archivos de la Brigada Lincoln (ALBA), centro de documentación que es uno de los más completos que existen sobre la guerra civil española y que se encuentra en la Universidad de Nueva York. Desde 1998, la misma universidad mantiene la Conferencia anual ALBA/Bill Susman.